# Opisthopsis jocosus
Opisthopsis jocosus é uma espécie de formiga do gênero Opisthopsis, pertencente à subfamília Formicinae.